# Enigmacursor
Enigmacursor (лат., возможное русское название — энигмакурсор) — род птицетазовых динозавров, относящийся к базальной группе клады Neornithischia. Ископаемые остатки обнаружены в Колорадо, США, в отложениях верхнеюрской формации Моррисон (киммеридж — титон; 156,3—146,8 млн лет). Включает единственный вид — Enigmacursor mollyborthwickae.

## История открытия
Голотип NHMUK PV R 39000 был обнаружен в период с 2021 по 2022 год в округе Моффат, штат Колорадо, частной компанией Dinosaurs of America LLC и приобретён Музеем естественной истории Лондона в 2024 году. Неполный скелет представлен позвонками (3 шейных, 11 грудных, 2 спинно-крестцовых и 5 хвостовых), рёбрами (10 спинных), пятью шевронами, правой частью грудины, обеими лопатками, костями передних конечностей (пары плечевых, лучевых и локтевых костей и три пястные кости), тазом (левая подвздошная кость, правая седалищная кость и правая лобковая кость) и костями задних конечностей (пары бедренных, большеберцовых и малоберцовых костей, правая таранная кость и кости обеих стоп).
Новые род и вид научно описали палеонтологи Сюзанна Мейдмент и Пол Барретт в 2025 году. Первая часть родового названия, Enigma, означает «загадка, тайна», отсылая к запутанной таксономической истории базальных Neornithischia формации Моррисон. Вторая часть названия, лат. cursor, переводится как «бегун» и связана с адаптацией задних конечностей динозавра к бегу. Видовое название mollyborthwickae дано в честь Молли Бортвик, которая пожертвовала средства на приобретение образца Музеем естественной истории Лондона.

## Классификация
Филогенетический анализ Мейдмент и Барретта (2025) обнаружил Enigmacursor в качестве сестринского таксона яндузавра (Yandusaurus) в  составе базальной группы Neornithischia. Результаты анализа показаны на кладограмме ниже:

|  | \| \| Yandusaurus \| \| \| \| \| \| Enigmacursor \| \| \| \| |
|  |                                                              |
|  | Cerapoda                                                     |
|  |                                                              |
|  | Yandusaurus                                                  |
|  |                                                              |
|  | Enigmacursor                                                 |
|  |                                                              |

|  | Yandusaurus  |
|  |              |
|  | Enigmacursor |
|  |              |

|  | \| \| Yandusaurus \| \| \| \| \| \| Enigmacursor \| \| \| \| |
|  |                                                              |
|  | Cerapoda                                                     |
|  |                                                              |
|  | Yandusaurus                                                  |
|  |                                                              |
|  | Enigmacursor                                                 |
|  |                                                              |

|  | Yandusaurus  |
|  |              |
|  | Enigmacursor |
|  |              |

|  | \| \| Yandusaurus \| \| \| \| \| \| Enigmacursor \| \| \| \| |
|  |                                                              |
|  | Cerapoda                                                     |
|  |                                                              |
|  | Yandusaurus                                                  |
|  |                                                              |
|  | Enigmacursor                                                 |
|  |                                                              |

|  | Yandusaurus  |
|  |              |
|  | Enigmacursor |
|  |              |

|  | \| \| Yandusaurus \| \| \| \| \| \| Enigmacursor \| \| \| \| |
|  |                                                              |
|  | Cerapoda                                                     |
|  |                                                              |
|  | Yandusaurus                                                  |
|  |                                                              |
|  | Enigmacursor                                                 |
|  |                                                              |

|  | Yandusaurus  |
|  |              |
|  | Enigmacursor |
|  |              |

## Палеоэкология
Enigmacursor был мелким представителем разнообразной динозавровой фауны формации Моррисон. Условия формирования формации Моррисон интерпретируются как соответствующие полузасушливой среде с выраженными влажными и сухими сезонами, характеризовавшейся плоскими поймами. Многообразие палеофлоры варьировало от речных галерейных лесов из хвойных и папоротников, в том числе древовидных, до папоротниковых саванн с редкими деревьями. В этой богатой окаменелостями формации обнаружены остатки грибов, а также различных растений: зелёных водорослей, мхов, хвощей, папоротников, саговников, гинкго и нескольких семейств хвойных.
Палеофауна формации Моррисон включает двустворчатых моллюсков, улиток, лучепёрых рыб, лягушек, саламандр, черепах, клювоголовых, ящериц, наземных и водных крокодиломорф, птерозавров и множество видов динозавров и маммалиаформ, таких как докодонты, многобугорчатые, симметродонты и триконодонты. Из отложений формации известны такие динозавры, как тероподы цератозавр (Ceratosaurus), аллозавр (Allosaurus), орнитолест (Ornitholestes) и торвозавр (Torvosaurus), завроподы апатозавр (Apatosaurus), брахиозавр (Brachiosaurus),  камаразавр (Camarasaurus) и диплодок (Diplodocus), а также птицетазовые камптозавр (Camptosaurus), дриозавр (Dryosaurus) и стегозавр (Stegosaurus).
Помимо Enigmacursor mollyborthwickae, из формации Моррисон описан ряд других таксонов базальных Neornithischia: Nanosaurus agilis, Nanosaurus (= Othnielia) rex, Laosaurus celer, Laosaurus gracilis, Laosaurus (= Othnielosaurus) consors и Drinker nisti. Согласно Мейдмент и Барретту (2025), все эти таксоны являются недиагностируемыми (nomen dubium), и из отложений формации может быть подтверждено как минимум два таксона базальных Neornithischia: Enigmacursor и ещё один неопределённый таксон.